# 蒙布里松区
蒙布里松区（法語：Arrondissement de Montbrison）是法国卢瓦尔省所辖的一个区。总面积1943.2平方公里，总人口182936，人口密度94人/平方公里（2018年）。主要城镇为蒙布里松。

## 辖区
蒙布里松区辖有135个市镇。